# 동광중학교 (강원)
동광중학교(東光中學校)는 대한민국 강원특별자치도 고성군 토성면 백촌리에 있는 공립 중학교이다.

## 학교 연혁
- 1952년 3월 5일 : 동광중학교 설립인가(3학급)
- 1952년 3월 5일 : 초대 서청하 교장 취임
- 1952년 3월 20일 : 개교
- 2009년 3월 1일 : 4학급 인가
- 2024년 3월 1일 : 제32대 김후남 교장 취임
- 2025년 1월 13일 : 제74회 졸업식(12명 졸업, 총계 8,452명)
- 2025년 3월 4일 : 입학식(신입생 7명)

## 참고 자료
- 동광중학교 - 한국교육학술정보원 학교알리미